# Lasiopa pantherina
Lasiopa pantherina är en tvåvingeart som beskrevs av Seguy 1930. Lasiopa pantherina ingår i släktet Lasiopa och familjen vapenflugor.
Artens utbredningsområde är Marocko. Inga underarter finns listade i Catalogue of Life.